# Teorema idealului principal
În matematică teorema idealului principal a teoriei corpurilor de clase⁠(d), o ramură a teoriei algebrice a numerelor⁠(d), spune că extensia idealelor oferă o aplicație pe grupul de clase⁠(d) dintr-un corp de numere⁠(d) către grupul de clase al corpului său de clase Hilbert, care trimite toate clasele idealelor la clasa unui ideal principal. Fenomenul a mai fost numit principalizare.

## Descriere formală
Pentru orice corp de numere K și orice ideal I al inelului numerelor întregi al lui K, dacă L este corpului de clase Hilbert al lui K, atunci
{\displaystyle IO_{L}\ }
este un ideal principal αOL, pentru OL inelul întregilor lui L și niște elemente α din el.

## Istoric
Teorema idealului principal a fost conjecturată de David Hilbert și a fost ultimul aspect al programului său privind corpurile de clase, finalizat în 1929.
Emil Artin a redus teorema idealului principal la o întrebare despre grupurile abeliene finite: el a arătat că ar urma că transferul de la un grup finit la subgrupul său derivat ar fi trivial. Acest rezultat a fost demonstrat de Philipp Furtwängler (1929).